# Coppa del Kazakistan 2019-2020 (calcio a 5)
La Coppa del Kazakistan 2019-2020 è stata la 24ª edizione del torneo. La competizione si è giocata dal 16 settembre al 18 dicembre 2019.

## Risultati

### Primo turno

#### Gruppo A
| Squadra   | P.ti | G | V | N | P | GF | GS | DR  |
| --------- | ---- | - | - | - | - | -- | -- | --- |
| Jetisý    | 9    | 3 | 3 | 0 | 0 | 23 | 3  | +20 |
| Oqjetpes  | 6    | 3 | 2 | 0 | 1 | 7  | 5  | +2  |
| Atyraý    | 3    | 3 | 1 | 0 | 2 | 3  | 13 | -10 |
| Bakhtiyar | 0    | 3 | 0 | 0 | 3 | 3  | 15 | -12 |

#### Gruppo B
| Squadra    | P.ti | G | V | N | P | GF | GS | DR  |
| ---------- | ---- | - | - | - | - | -- | -- | --- |
| Ayat       | 9    | 3 | 3 | 0 | 0 | 25 | 3  | +22 |
| Kulager    | 6    | 3 | 2 | 0 | 1 | 11 | 8  | +3  |
| Ural       | 3    | 3 | 1 | 0 | 2 | 6  | 23 | -17 |
| Locomotiva | 0    | 3 | 0 | 0 | 3 | 4  | 15 | -11 |

#### Gruppo C
| Squadra  | P.ti | G | V | N | P | GF | GS | DR  |
| -------- | ---- | - | - | - | - | -- | -- | --- |
| Aqtöbe   | 9    | 3 | 3 | 0 | 0 | 22 | 5  | +17 |
| Sala     | 6    | 3 | 2 | 0 | 1 | 13 | 8  | +5  |
| Karakiya | 3    | 3 | 1 | 0 | 2 | 8  | 16 | -8  |
| Nurbakyt | 0    | 3 | 0 | 0 | 3 | 5  | 19 | -14 |

#### Gruppo D
| Squadra  | P.ti | G | V | N | P | GF | GS | DR  |
| -------- | ---- | - | - | - | - | -- | -- | --- |
| Qairat   | 9    | 3 | 3 | 0 | 0 | 23 | 4  | +19 |
| Foratura | 6    | 3 | 2 | 0 | 1 | 9  | 10 | -1  |
| Namys    | 1    | 3 | 0 | 1 | 2 | 7  | 16 | -9  |
| Kulsary  | 1    | 3 | 0 | 1 | 2 | 6  | 15 | -9  |

### Quarti di finale
| Squadra 1 | Risultato | Squadra 2 |
| --------- | --------- | --------- |
| Oqjetpes  | 3 - 7     | Jetisý    |
| Foratura  | 0 - 3     | Aqtöbe    |
| Sala      | 5 - 6     | Ayat      |
| Kulager   | 0 - 10    | Qairat    |

### Semifinali
| Squadra 1 | Totale | Squadra 2 | Andata | Ritorno |
| --------- | ------ | --------- | ------ | ------- |
| Ayat      | 4 - 6  | Jetisý    | 1 - 2  | 3 - 4   |
| Aqtöbe    | 4 - 10 | Qairat    | 3 - 4  | 1 - 6   |

### Finale
| Nur-Sultan 18 dicembre 2019, ore 15:30 CET | Qairat                | 4 – 3 (2-0) referto | Jetisý | Sairan Arena\| Arbitro: \| Talgat Kosmukhambetov \| |
| Arbitro:                                   | Talgat Kosmukhambetov |                     |        |                                                     |